# عدوان مصغر
العدوان المصغر هو مصطلح يُستخدم لوصف الإذلال البيئي، اللفظي، أو السلوكي اليومي المُنتشر المُتعمّد أو غير المُتعمّد الذي يوصل موقفًا عدائيًا، مُهينًا، أو سلبيًا موجهًا للمجموعات الموصومة أو المُهمّشة ثقافيًا. ابتدع المُصطلح الطبيب النفسي من جامعة هارفارد تشيستر بيرس عام 1970 لوصف الإهانات وحالات الرفض التي شهدها بشكل مُعتاد من قبل الأمريكيين البيض ضد الأمريكيين الأفارقة. في بداية القرن الحادي والعشرين، طُبِّق استخدام المصطلح على التحقير العرضي لأي مجموعة مُهمشة اجتماعيًا ويتضمن هذا المثليين، الفقراء، وذوي الاحتياجات الخاصة. يُعرِّف الطبيب النفسي ديرالد سو العدوان المصغر بوصفه تبادلات قصيرة يومية تُرسل رسائل مُشوّهة لأفراد مُعينين بسبب المجموعات التي ينتمون إليها. قد يكون الشخص الذي يلقي التعليق حسن النيّة وغير عالم بالآثار المُحتملة لكلماته.
ينتقد عدد من الباحثين مبدأ العدوان المصغر لعدم امتلاكه أساس علمي واعتماده الزائد على الأدلة غير الموضوعية وترويج الضعف النفساني.

## وصف
العداء المصغر هو تعليقات يومية منتشرة تتصل من جوانب متعددة بهوية الشخص مثل جنسه، ميوله، عرقه، وعمره وغيرها. يظن أن هذه التعليقات تنبع من أحكام مسبقة وأفكار يتمسك بها الشخص دون وعي وتظهر بشكل واعي أو غير واعي خلال الحوارات اللفظية اليومية. مع أن هذه التعليقات تبدو غير ضارة للمشاهد، لكنها تُعد نوعًا من أنواع العُنصرية الخفية أو التفرقة. يختلف العدوان المصغر عما يصفه بيرس بالعدوان الأكبر، الذي يكون شكلًا أكثر حدة من العنصرية -مثل الضرب- بسبب حجمه، وانتشاره، وغموض معناه. يختبر أغلب الأفراد الموصومون العدوان المُصغّر يوميًا. هذا العدوان قد يكون مُجهدًا نفسيًا، خصوصًا لمن يتلقاه بسبب سهولة إنكاره ممن يقومون به. يتميز أيضًا بصعوبة ملاحظته أمام أعضاء الثقافة المُهيمنة. لأنهم يجهلون أنّهم يتسببون بالأذى. يشرح سو العدوان المصغر بأنه يتضمن جملًا تؤكد أو تُكرر صورًا نمطية حول الأقلية أو تحط من قيمة أعضائها. تصف هذه التعليقات الثقافة المُهيمنة بأنها طبيعية والأقلية بوصفها غريبةً وشاذة، تُعبّر عن عدم تقبّل الأقلية، تفترض أن كل الاعضاء الأقلية متشابهون تمامًا، تُنكر تحيُّز الفاعلين، تُنكر وجود التفرقة ضد الأقلية، أو تُنكر النزاعات الحقيقية بين الأقلية والثقافة المُهيمنة.

### الفئات
في دراسة مُقسّمة إلى مجموعتين من الأمريكيين الآسيويين، اقترح العالم سو 8 فئات مُعينة من العدوان المُصغر العُنصري:
- إنكار الواقع العنصري:

يؤكد الشخص أن غير البيض لا يعانون أي تفرقة، وهذا يدل أنهم لا يواجهون عدم المساواة. يرتبط هذا التفكير بفكرة الأقلية المثالية.
- الغريب في أرضه:

يتوقّع الناس أن غير البيض أجانب أو من بلد آخر، مثل: «من أين أنت في الحقيقة»، أو «لماذا لا تمتلك لهجة مختلفة؟»
- معيار الذكاء:

توجد صورة نمطية حول غير البيض بأنهم أذكياء أو توقع كونهم بدرجة مُعينة من الذكاء على أساس العِرق. مثل: «أنتم دائمًا تؤدون جيدًا في الدراسة»، أو «إذا رأيتُ الكثير من الآسيويين في صفي، أعرف أنه سيكون صفًا صعبًا».
- مواطنون من الدرجة الثانية:

هذه الفئة تؤكد فكرة أن غير البيض يُعاملون بوصفهم كائنات أقل ولا يُعاملون بحقوق متساوية أو ينالون أولوية.
- الاختفاء:

التركيز على فكرة أنّ الأمريكيين الآسيويين يُعدون خفيين أو خارج نقاشات العِرق والعنصرية. حسب بعض أعضاء المجموعة المدروسة، آخر النقاشات حول العِرق في الولايات المتحدة تُركّز على المشاكل بين البيض والسود وتستثني الآسيويين غالبًا.
- رفض الاعتراف بالاختلافات ضمن العِرق نفسه:

يُتوقع تماثل المجموعات العرقية الواسعة ويتجاهل المُتحدّث الاختلافات داخل العِرق. حيث عرّفت المجموعة المدروسة جملة «كل الأمريكيين الأسيويين متشابهون شكلًا» توّقعًا أساسيًا لهذه الفئة. وبالمثل، الظن بأنّ كل أعضاء الأقلية العرقية يتحدثون اللغة نفسها أو يملكون الثقافة والقيم ذاتها.
- استنقاص القيم الثقافية وأساليب التواصل:

تُعد ثقافة الأمريكيين الآسيويين غير مرغوبة. مثلًا، الكثير من الناس من المجموعة المدروسة شعروا بالظلم بسبب تفضيل المشاركة اللفظية في المدارس والكليات في حين تُفضّل القيم الثقافية الآسيوية الصمت. بسبب هذه الفروق، شعر الكثير من الأمريكيين الأسيويين بأنّهم مجبرون على التماشي مع طبيعة الثقافة الغربية لتحقيق النجاح الأكاديمي.
- نُدرة النساء غير البيض:

هذا يُعطي صورة نمطية حول هؤلاء الأمريكيات بوصفهن من الفئة النادرة أو الغريبة. إذ يُعطين صورة نمطية على حسب جنسهن ومظهرهن الخارجي في الإعلام والأدب. مثلًا، وصف النساء الأمريكيات الأسيويات بأنهن خاضعات ومُطيعات أو وصفهن بأسماء مثل السيدة التنين أو زهرة اللوتس باستخدام رموز من ثقافتهن، وقد يوصَف الرجال الآسيويين بالضعف وقلة الرجولة.

### العِرق أو الأصل
وصف علماء المجتمع سو، لين، نيدال، وتورينو عام 2007 العدوان المصغر بالوجه الجديد للعنصرية، إذ قالوا إن طبيعة العنصرية تغيّرت مع الزمن من التعبيرات العلنية مثل جرائم الكره والكره العرقي إلى تعابير عنصرية خفية مثل العدوان المصغر، أكثر بساطة ومُبهمة وأحيانًا غير مقصودة. يقول العالم سو إن هذا يؤدي إلى اعتقاد خاطئ بأن الأمريكيين غير البيض لا يعانون العنصرية الآن.
وفقًا لسو، يبدو العدوان المُصغر بثلاثة أشكال:
- الاعتداء المُصغر: انتقاص عنصري واضح لفظي أو غير لفظي مثل الخطاب بأسماء مهينة، سلوك تجنُّبي أو أعمال تفرقة مُتعمّدة.
- الإهانة المُصغّرة: التعابير التي توصّل الفظاظة وانعدام الوعي الحسي وتحتقر هوية الشخص أو إرثه العِرقي، مثل رسائل خفية مُهينة يجهل الشخص المقصود معناها.
- الإحباط المُصغر: التعابير التي تستثني، تُحبط، أو تُلغي أفكارًا، مشاعر، أو الواقع التجريبي لشخص ينتمي لمجموعة مُعيّنة.

### الجنس
التفرقة الجنسية الصريحة تتناقص في المجتمع لكنها ما زالت موجودة في تعابير ملحوظة أو بسيطة متعددة. تمُر النساء بالعدوان المُصغّر عندما يجعلهم الناس يشعرن بالدونية، التصنيف الجنسي، أو التقييد بأدوار مُحددة جنسيًا في مكان العمل والناحية الأكاديمية والرياضة. يُطبق العدوان المُصغر على النساء في الرياضة عندما تُقارن قُدراتهن بالرجال أو عندما يُحكم عليهن على أساس جاذبيتهن أو بتقييدهن بارتداء الملابس الأنثوية أو الجذّابة خلال المُسابقات. أمثلة أخرى على العدوان المصغر الجنسي تتضمن مناداة أحدهم باسم يُبيّن تفرقة جنسية، رفض الرجل غسل الصحون لأنه «عمل النساء»، عرض ملصقات لنساء عاريات في أماكن العمل.
يستخدم ماكين ومورزك مصطلح العدوان المصغر الجنسي لوصف اهتمامات الرجال بالفيديوهات الإباحية العنيفة المُغتصبة.
يمر المتحولون جنسيًا أيضًا بالعدوان المصغر عندما يُصنّفون بطريقة تتعارض مع هويتهم الجنسية.

### تقاطع الفئات
الناس الذين يُعدون أعضاءً لأكثر من مجموعة مُهمّشة -مثل رجل أسيوي أمريكي مثلي أو متحول جنسيًا- يختبرون العدوان المصغّر بشكل منوّع من التهميش. مثلًا، في إحدى الدراسات، قالت الأمريكيات الآسيويات بأنّهن شعرن أنهن مصنفات بوصفهن نادرات جنسيًا من قِبل رجال الثقافة المُهيمنة فقط لانتمائهن لمجموعة مُعينة. أبلغت الأمريكيات الإفريقيات اختبارهن للعداء المصغّر المتعلق بشعرهن، إذ يتضمن هذا الدخول إلى مساحتهن الشخصية للمس شعرهن، أو التعليق أن تصفيف الشعر المُختلف عن أسلوب الأمريكيات الأوروبيات يُعد غير مِهني.

### المرضى النفسيون
يتلقى المرضى النفسيون أشكالًا علنية أكثر من الأشكال البسيطة من العدوان المُصغّر من عوائلهم وأصدقائهم ومن أصحاب السلطة. في دراسة تضمنت طلاب الكليات والبالغين تحت الرعاية الاجتماعية، عُرفت خمسة مظاهر: عدم التقدير، الخوف من الأمراض النفسية، تعيير الأمراض النفسية، توقّع الدونية، ومعاملتهم بوصفهم مواطنين من الدرجة الثانية.

### الإعلام
أوضح أعضاء المجموعات المُهمشة العدوان المُصغر الذي يقوم به الفنانون في مختلف أشكال الإعلام مثل التلفاز والأفلام والكتب والموسيقى. يؤمن الباحثون أن هذا المُحتوى الثقافي يعكس ويُشكّل المجتمع. إذ يسمح بامتصاص تحيّز غير مقصود من الأفراد حسب استهلاكهم لوسائل الإعلام إذ يكون تأثيرًا مشابهًا لالتقائهم بشخص يؤدي هذه التعابير.
وصفت دراسة للعُنصرية في إعلانات التلفاز العدوان المُصغر بأنه في زيادة ما يؤدي إلى زيادة الصراع بين الأعراق بسبب المُحتوى. مثلًا، وجد البحث أن نسبة وضع السود في أدوار تُظهرهم عاملين أو خَدَم لآخرين هي أكبر من نسبة نظرائهم البيض. يستنتج هذا البحث باقتراح إمكانية إلغاء تمثيل العدوان المُصغّر من المحتوى دون التضحية بالإبداع أو الأرباح.

### التفرقة العمرية والتعصب
يستطيع العدوان المُصغّر استهداف وظلم أي مجموعة يمكن تحديدها ويتضمن هذا الناس الذين يشتركون بفئة عمرية محددة أو نظام أو متعقدات. العدوان المصغر هو تجسيد للتنمُّر الذي يوظّف اللعب على القوة اللغوية المصغرة من أجل تهميش أي هدف بتجسيد خفي للتعصّب بالتركيز على فكرة «الآخرين».

## الفاعلون
لأن العدوان المُصغّر خفي ولأنّ الفاعلين قد يكونون حسني النيّة، يتشكك المتلقون أحيانًا ما قد يقودهم إلى ترك الحدث ولوم أنفسهم بوصفهم سريعي التأثر دون سبب.
إذا اتّهمهم مشاهد أو شخص من أقلية، يُدافع الفاعلون عن عدوانهم المُصغّر غالبًا بوصفه مُزحة أو سوء فهم أو كونه تعليقًا صغيرًا لا داعي لتهويله.
وجدت دراسة عام 2020 تتضمن طلاب الجامعة الأمريكيين بوجود رابط بين احتمالية نسبة قيام الشخص بالعدوان المُصغّر والتحيُّز العُنصري.